# Египетска гъска
Египетските гъски (Alopochen aegyptiaca) са вид птици от семейство Патицови (Anatidae). Разпространени са в по-голямата част от Субсахарска Африка и долината на река Нил, като са интродуцирани и в някои части на Западна Европа.